# 偏穗鹅观草
偏穗鹅观草（学名：Roegneria komarovii）为禾本科鹅观草属下的一个种。

## 扩展阅读
- 維基物種上的相關：偏穗鹅观草